# Omar al-Saqqaf
Omar al-Saqqaf (Medina, 1923 - New York, november 1974) was een Saoedi-Arabisch diplomaat en van 1968 tot zijn dood minister van Buitenlandse Zaken van zijn land.
Al-Saqqaf studeerde politieke wetenschappen aan de Amerikaanse Universiteit van Beiroet en begon een carrière binnen het Saoedisch ministerie van Buitenlandse Zaken in 1948. Als diplomaat was hij actief in Karachi, Rome, Jakarta en Londen. In 1957 werd hij ambassadeur van zijn land in Ethiopië en in 1958 werd hij vice-minister van Buitenlandse Zaken. Hoewel formeel koning Faisal minister van Buitenlandse Zaken was, oefende Al-Saqqaf jarenlang de facto deze functie uit.
Hij overleed in zijn hotel in New York, waar hij was voor een Algemene Vergadering van de Verenigde Naties.